# Arne Gottschling
Arne Gottschling (* 7. April 1985 in Münster) ist ein deutscher Schauspieler.

## Leben
Gottschling studierte von 2006 bis 2010 Schauspiel am Mozarteum in Salzburg (Diplom 2010), davon 1 Semester an der Hochschule für Schauspielkunst „Ernst Busch“ Berlin.
Bereits während des Studiums spielte er in Produktionen am Theater im Central in Salzburg und sammelte erste Film-Erfahrungen in Kurzfilmen, TV- und Kinoproduktionen. Seine erste Hauptrolle spielte er in dem Film Suicide Club, der auf dem Filmfestival Max Ophüls Preis 2010 mit dem Interfilmpreis ausgezeichnet wurde und danach auf mehreren nationalen und internationalen Festivals lief (u. a. Dubai International Festival und MOSTRA Sao-Paulo International Film Festival). Es folgten weitere Rollen in den Kinofilmen: ‚Wenn die Welt uns gehört‘, ‚Renn, wenn du kannst‘, ‚Ohne Dich‘ und ‚Herr von Bohlen-Privat‘, aber auch im Fernsehen spielte er Episodenhauptrollen in ‚Soko Stuttgart‘, ‚Rentnercops`, `Watzmann ermittelt`. Gastauftritte folgten in `Endlich Witwer`, `Reiff für die Insel`, `Mord mit Aussicht`. Zuletzt stand er in einer durchgehenden Rolle für 5 Folgen der ZDF Neo Sitcom `Nix Festes` in Berlin vor der Kamera.
Seine Theaterlaufbahn begann er als festes Ensemblemitglied am Volkstheater Wien und debütierte als Menuchim in Hiob unter der Regie von Michael Sturminger. Es folgten weitere Rollen in Herr Puntila und sein Knecht Matti, Monsieur Ibrahim und die Blumen des Koran (Solostück), Illegal, Punk Rock, Die Dreigroschenoper und Hotel Savoy. 2010 wurde Arne Gottschling als bester Nachwuchsschauspieler der Spielzeit 2009/2010 für den Karl-Skraup-Preis nominiert, 2011 wurde er mit dem Dorothea-Neff-Preis als bester Nachwuchsschauspieler der Spielzeit 2010/2011 ausgezeichnet.
Mehrere Gastengagements am Hans Otto Theater Potsdam, am Schlossparktheater Berlin, am Theater Regensburg, am Renaissance-Theater Berlin, an Komische Oper Berlin sowie ein weiteres Festengagement am Staatstheater Schwerin schlossen sich an. Zu seinen wichtigsten Theaterarbeiten zählen: Christian Hoffmann in Der Turm, Regie: Peter Dehler, Tschick, Rolle: Maik Klingenberg, Regie: Dirk Audehm, Finn in Blauer als sonst, Regie: Kerstin Kusch, Chadwick Meade in Punk Rock, Regie: Schirin Khodadadian, sein Soloabend Monsieur Ibrahim und die Blumen des Koran und Menuchim in Hiob, Regie: Michael Sturminger und Marc in Wunschkinder, Regie: Torsten Fischer sowie die Zusammenarbeit mit Barrie Kosky für Frühlingsstürme.

## Filmografie (Auswahl)
- 2004: Kurz und Schmerzlos (Kurzfilm)
- 2005: Amok (Kurzfilm)
- 2006–2007: Suicide Club (Kino)
- 2007: Der Lehrer (TV-Serie, 1 Folge)
- 2007: Mord mit Aussicht (TV-Serie, 1 Folge)
- 2008: Das Intendantenvorspiel (Kurzfilm)
- 2008: Lys (Kurzfilm, Filmakademie Ludwigsburg)
- 2008: Wenn die Welt uns gehört (Kino, ZDF-Kleines Fernsehspiel)
- 2009: Renn, wenn du kannst (Kino)
- 2012: Begegnungen (Kurzfilm)
- 2012: Move on (Kino)
- 2012: Die neuen Abenteuer der alten Christine (TV)
- 2013: Ohne Dich (Kino)
- 2013: Die Auserwählten (TV)
- 2013: Schuld (Kurzfilm)
- 2014: Reiff für die Insel – Katharina und der Schäfer (Fernsehreihe)
- 2014: SOKO Stuttgart (TV-Serie, 1 Folge)
- 2015: Herr von Bohlen-Privat (Kino)
- 2016: Lucie Marshall (Webserie)
- 2016: Pamcka (Kurzfilm)
- 2017: Liebling, lass die Hühner frei (TV-Film)
- 2018: Endlich Witwer (TV-Film)
- 2019: The Odd Perspective
- 2019: Rentnercops (TV-Serie)
- 2019: Watzmann ermittelt (TV-Serie)
- 2020–2021: Nix Festes (TV-Serie, 5 Folgen)
- 2022: In aller Freundschaft (TV-Serie)
- 2022–2023: Bonhoeffer (Kino)
- 2023: Wir gehen nicht (Kurzfilm)
- 2023: In aller Freundschaft – Die jungen Ärzte (TV-Serie)
- 2023: Herzbluten (Kurzfilm)
- 2023: Dr. Nice (TV-Film)

## Theater (Auswahl)
- 2005: Die Stunde da wir nichts voneinander wussten, Theater der Keller Köln (Regie: Monika Hess-Zanger)
- 2007: Die Nacht singt irre Lieder, Theater im Central Salzburg (Regie: Wolfgang Pillinger)
- 2007: Fiasko II, Theater im Central Salzburg (Regie: Pierre Byland)
- 2008: Kasperlmaterial, Theater im Central Salzburg (Regie: Barbara Theobaldt)
- 2009: Auf der Greifswalder Str., Theater im Central, BAT Berlin (Regie: Peter Kleinert)
- 2010: Hiob, Volkstheater Wien (Regie: Michael Sturminger)
- 2010–2011: Herr Puntila und sein Knecht Matti, Volkstheater Wien (Regie: Thomas Schulte-Michels)
- 2010–2012: Monsieur Ibrahim und die Blumen des Koran, Volkstheater Wien (Regie: Thomas Schöndorfer)
- 2011: Illegal, Volkstheater Wien (Regie: Susanne Egger)
- 2011: Punkrock, Volkstheater Wien (Regie: Schirin Khodadadian)
- 2011–2012: Die Dreigroschenoper, Volkstheater Wien (Regie: Michael Schottenberg)
- 2012: Hotel Savoy, Volkstheater Wien (Regie: Ingo Berk)
- 2012–2013: Jugend ohne Gott, Hans Otto Theater Potsdam (Regie: Alexander Nerlich)
- 2013: Außer Kontrolle, Hans Otto Theater Potsdam (Regie: Andreas Rehschuh)
- 2013–2014: Blauer als sonst, Hans Otto Theater Potsdam (Regie: Kerstin Kusch)
- 2014: Öffentliches Eigentum, Schlosspark Theater Berlin (Regie: Michael Bogdanov)
- 2014–2016: Die neuen Leiden des jungen W., Staatstheater Schwerin (Regie: Alice Asper)
- 2014–2015: Sonnenallee – Das Musical, Staatstheater Schwerin (Regie: Ralph Reichel)
- 2014: Prost Brüder – Das Revival, Staatstheater Schwerin Berlin (Regie: Peter Dehler)
- 2015–2016: Tschick, Staatstheater Schwerin (Regie: Dirk Audehm)
- 2015–2016: Der Turm, Staatstheater Schwerin  (Regie: Peter Dehler)
- 2016–2017: Fucking Amal, Hans Otto Theater Potsdam (Regie: Andreas Rehschuh)
- 2017: Wunschkinder, Renaissance-Theater Berlin (Regie: Torsten Fischer)
- 2018–2019: Liliom, Theater Regensburg (Regie: Katrin Plötner)
- 2020: Frühlingsstürme, Komische Oper Berlin (Regie: Barrie Kosky)
- 2020–2021: Switzerland, Kleines Theater Berlin (Regie: Boris von Poser)
- 2022–2023: Der Revisor, Theater Regensburg (Regie: Daniel Förster)
- 2023: Cumber Liber #22 Einfach nur hier Sitzen – 100 Jahre Loriot, Schauspiel Hannover (Regie: Simon Jensen)

## Auszeichnungen
- 2010: Nominierung als bester Nachwuchsschauspieler der Spielzeit 2009/2010 für den Karl-Skraup-Preis
- 2011: Auszeichnung zum besten Nachwuchsschauspieler der Spielzeit 2010/2011 mit dem Dorothea-Neff-Preis

## Belege
1. ↑  Archivierte Kopie (Memento des Originals vom 12. Januar 2016 im Internet Archive)  Info: Der Archivlink wurde automatisch eingesetzt und noch nicht geprüft. Bitte prüfe Original- und Archivlink gemäß Anleitung und entferne dann diesen Hinweis. Interfilmpreis
2. ↑  Theaterkompass (Memento vom 1. Januar 2016 im Internet Archive) Dorothea-Neff-Preis

| Personendaten    | Personendaten          |
| ---------------- | ---------------------- |
| NAME             | Gottschling, Arne      |
| KURZBESCHREIBUNG | deutscher Schauspieler |
| GEBURTSDATUM     | 7. April 1985          |
| GEBURTSORT       | Münster                |